# Psylliodes rambouseki
Psylliodes rambouseki es una especie de insecto coleóptero de la familia Chrysomelidae.
Fue descrita científicamente en 1909 por Heikertinger.